# Anouvong

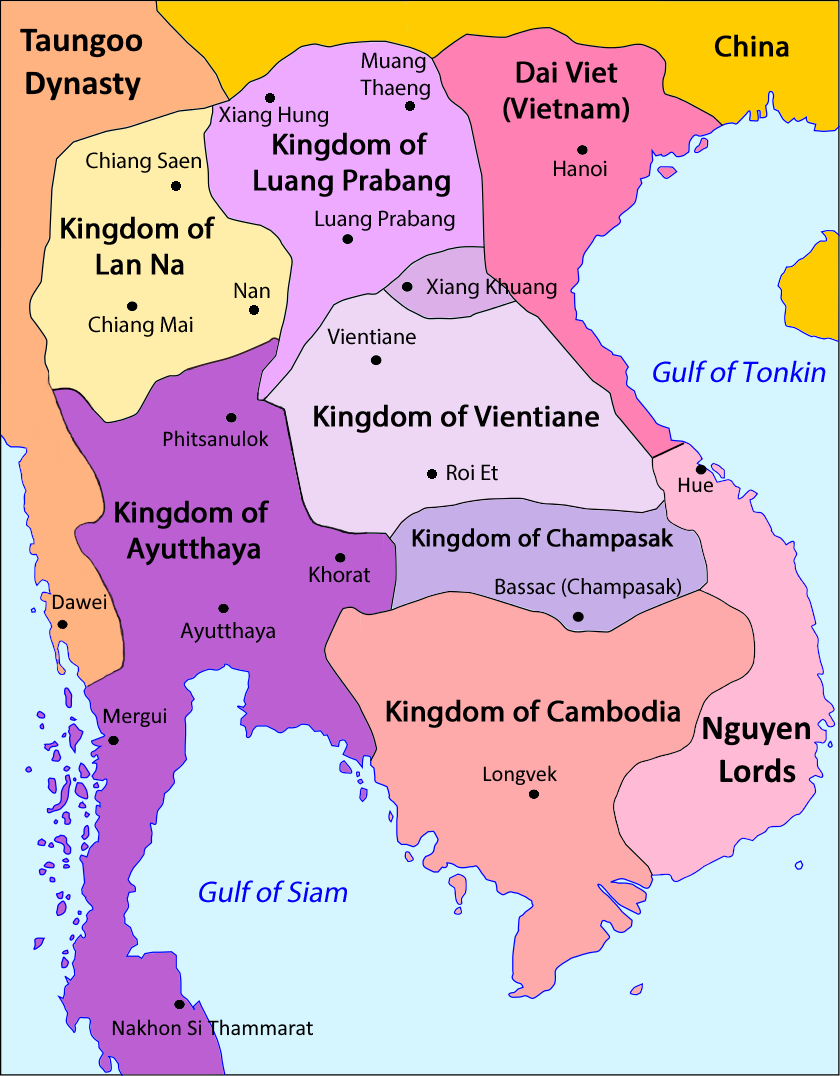
Bán đảo Đông Dương năm 1750.

Anouvong (tiếng Lào: ເຈົ້າອານຸວົງສ໌, tiếng Thái: เจ้าอนุวงศ์, 1767-1829), hoặc Chao Anouvong, Chao Anou, hay Chaiya-Xethathirath III, sử nhà Nguyễn gọi là A Nỗ (阿弩), là vị vua cuối cùng của vương quốc Viêng Chăn (vương quốc kế thừa Lan Xang) tại Viêng Chăn, trị vì giai đoạn 1805-1828.

## Tiểu sử

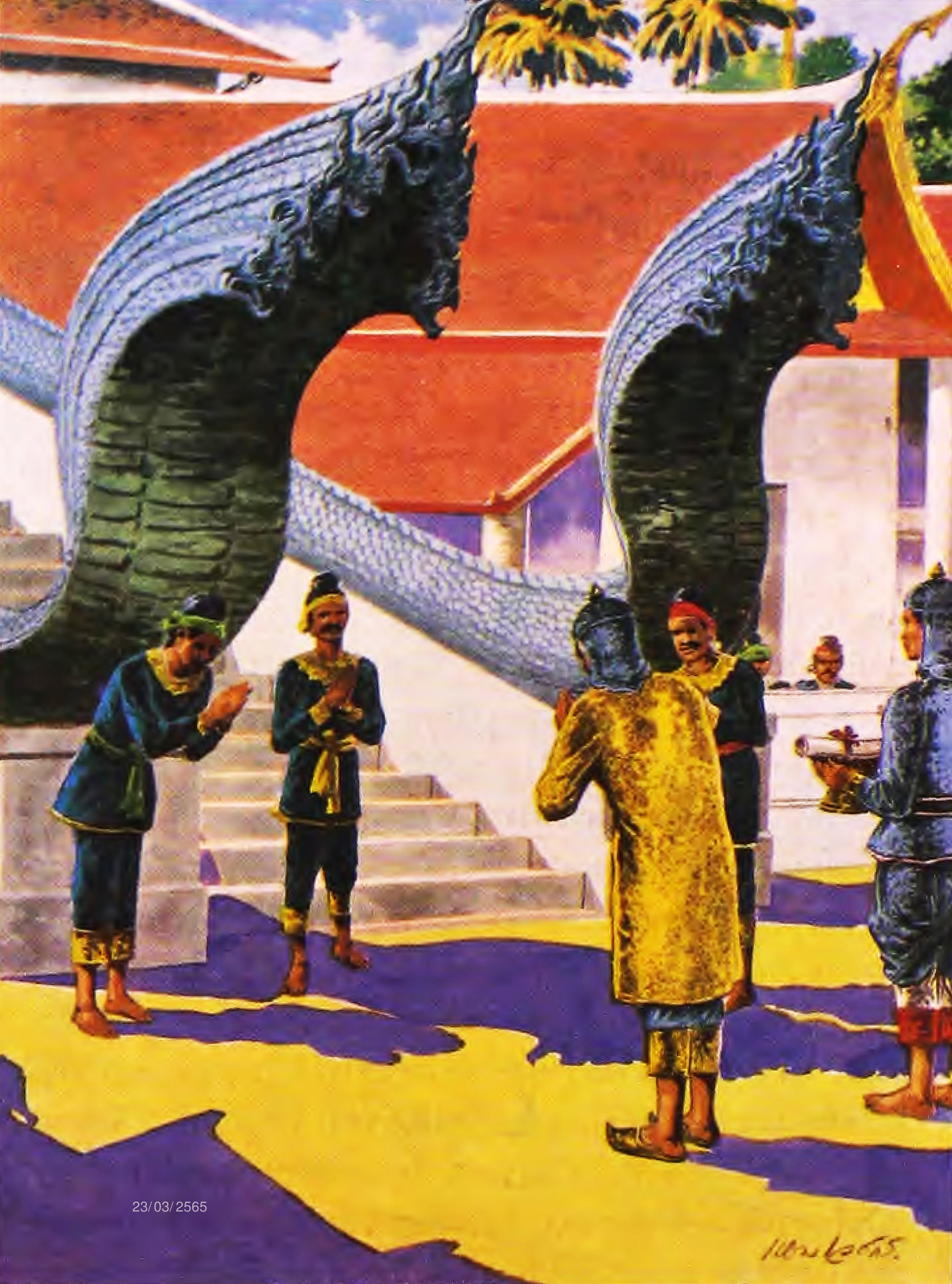
Năm 1804, Anouvong được triều đình Bangkok bổ nhiệm làm vua của Viêng Chăn sau cái chết của người anh trai, Inthavong. Minh họa bởi Hem Vejakorn (khoảng năm 1969).

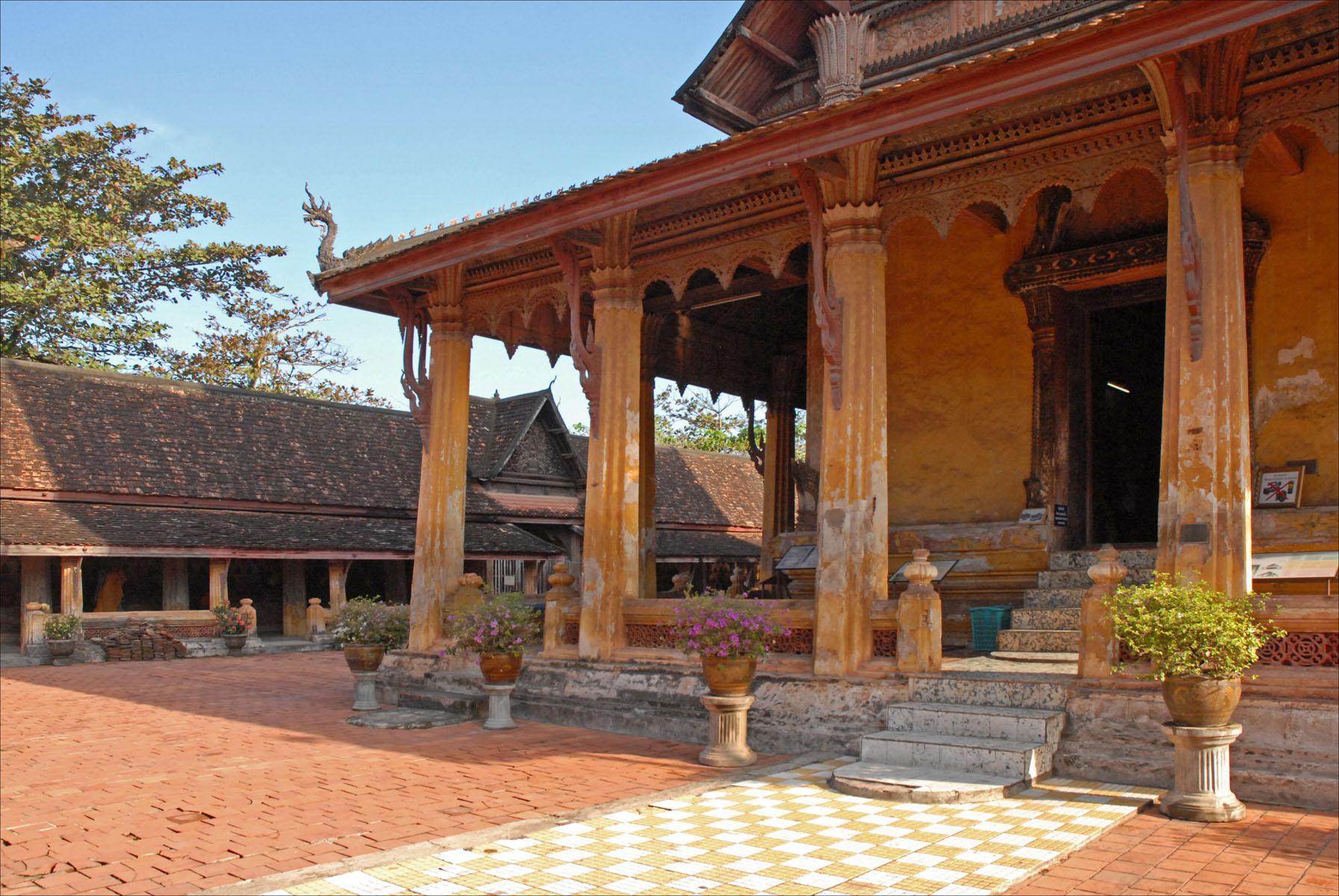
Wat Si Saket, Viêng Chăn. Hoàn thành bởi vua Anouvong vào năm 1824.

Anouvong, sinh năm 1767 tại kinh đô Viêng Chăn, là con trai thứ tư của vua Bunsan (Ong Bun), và là em trai của các vua Viêng Chăn khác là: Nanthasen và Intharavong Setthathirath III. Khi vua cha bị người Xiêm lật đổ năm 1779, ông và các anh bị bắt làm tù binh ở Xiêm.
Giai đoạn 1780-1795, Anouvong sống lưu vong ở Bangkok như một con tin. Ngày mùng 2 tháng 2 năm 1795, Anouvong được vua Xiêm bổ nhiệm làm Phó vương của vương quốc Viêng Chăn với tước hiệu là Somdetch Brhat Chao Maha Uparaja, trợ giúp cho vua anh là Intharavong Setthathirath.

## Trị vì
Năm 1779, sau khi Viêng Chăn thất thủ trước quân đội của Taksin Vương quốc Thonburi, thành phố bị cướp bóc nhưng không bị phá hủy. Tuy nhiên Phật Ngọc và một số tượng Phật quan trọng khác bị đưa về Thonburi, cùng với các con trai và con gái của Ong Bun, tức vua Siribounyasan, bị bắt làm con tin, cùng với hàng nghìn gia đình người Lào được tái định cư ở Saraburi, phía bắc thủ đô Thái Lan. Siribounyasan có ba người con trai, tất cả đều lần lượt lên ngôi vua Vientiane – Nanthasen, Inthavong và Anouvong.
Sau cái chết của vua Siribounyasan vào năm 1781, Xiêm cho phép người con trai cả, Nanthasen, trở về Viêng Chăn làm vua. Ông được phép mang theo Phra Bang, một bức tượng Phật bằng vàng mà theo truyền thuyết được Fa Ngum, vị vua đầu tiên của Lan Xang, mang từ Angkor về, và đã bị đưa đến Thonburi vào năm 1779. Năm 1791, Nanthasan thuyết phục Rama I rằng vua Anourouth của Luang Phrabang đang bí mật gặp gỡ người Bamar thuộc Vương triều Konbaung và âm mưu nổi dậy chống lại Thonburi. Nanthasan được phép tấn công Luang Prabang và chiếm thành phố này vào năm 1792. Hoàng gia Luang Phrabang bị đưa đến Bangkok làm tù nhân và ở đó trong bốn năm. Hai năm sau, chính Nanthasan bị cáo buộc âm mưu nổi dậy cùng với thống đốc Lào của Nakhon Phanom, được cho là đã có những động thái ngoại giao với nhà Tây Sơn. Nanthasen bị bắt và có thể đã bị hành quyết vào năm 1794.
Năm 1795, Inthavong được lập làm vua của Viêng Chăn, với người em trai Anouvong đảm nhận vị trí truyền thống là oupahat (tiếng Lào: ອຸປຮາດ, “phó vương”). Quân đội Miến Điện xâm lược Xiêm vào các năm 1797 và 1802, và Inthavong cử một số đạo quân Lào do Anouvong chỉ huy để hỗ trợ phòng thủ. Anouvong được công nhận vì sự dũng cảm và giành được một số chiến thắng lớn tại Sipsong Chao Thai.
Inthavong qua đời vào năm 1804, và Anouvong kế vị làm vua của Viêng Chăn. Tuy nhiên, đến năm 1813, ông bắt đầu thực hiện một loạt hành động tôn giáo và biểu tượng gây tranh cãi lớn. Anouvong triệu tập một hội đồng lớn của sangha, chỉ là hội đồng thứ ba trong lịch sử Lào, và quyết định rằng một bức tượng Phật Ngọc mới sẽ được tạc. Anouvong ra lệnh sửa chữa Ho Phra Keo và xây dựng một số ngôi chùa mới để dành riêng cho Phật Ngọc. Kỳ lạ thay, ông còn ra lệnh xây một cây cầu lớn bắc qua sông Mekong rộng lớn.
Năm 1819, Anouvong vội vàng dập tắt một cuộc nổi dậy ở Vương quốc Champasak, do một nhà sư lãnh đạo, khiến vua Champasak phải chạy trốn đến Bangkok. Con trai của Anouvong, Nyô, dẫn quân từ Viêng Chăn xuống phía nam và dễ dàng dập tắt cuộc nổi dậy. Vì vua Champasak đã qua đời, Rama II của Xiêm bổ nhiệm Nyô làm vua mới của Champasak. Anouvong đã thành công trong việc thống nhất hai trong ba vương quốc Lào dưới quyền kiểm soát của mình. Cũng trong năm đó, Anouvong ra lệnh xây dựng Wat Si Saket, hoàn thành vào năm 1824. Ngôi chùa này là một tuyên ngôn quan trọng về quyền lực của ông, vì nó được định hướng sao cho khi các chư hầu của Anouvong đến tuyên thệ trung thành hàng năm, họ sẽ quay lưng lại với Bangkok.

### Tang lễ của Rama II
Rama II qua đời vào năm 1824, và không rõ ai sẽ kế vị. Những người có khả năng kế vị là hoàng tử trẻ Mongkut, con trai của Hoàng hậu Sri Suriyendra và người anh trai cùng cha khác mẹ Jessadabodindra, người dày dạn kinh nghiệm hơn nhưng chỉ là con trai của một phi tần trong triều. Một cuộc khủng hoảng đã được tránh khỏi khi Hoàng tử Mongkut chọn trở thành một nhà sư và Jessadabodindra lên ngôi với danh hiệu Rama III.
Cuộc khủng hoảng tiềm tàng đã khiến quân đội được đặt trong tình trạng báo động cao và Đế quốc Anh, vừa bắt đầu Chiến tranh Anh-Miến lần thứ nhất, theo dõi sát sao tình hình.
Giữa những sự kiện này, các vua Lào của Luang Phrabang, Vientiane và Champasak đến Bangkok để dự các nghi lễ tang lễ hoàng gia được tổ chức vào năm sau theo phong tục. Rama III đã bắt đầu thực hiện các chính sách điều tra dân số và xăm hình cưỡng chế ở Cao nguyên Khorat. Đoàn tùy tùng của Anouvong và một trong các con trai của ông bị ép tham gia các dự án lao động công ích, bao gồm đào kênh, đốn cây thốt nốt, thu hoạch tre và xây dựng Phra Samut Chedi. Tại một trong các dự án, con trai của Anouvong bị cho là đã bị chế giễu và có thể còn bị đánh đập. Anouvong vô cùng tức giận và cắt ngắn nghi thức triều cống truyền thống tại triều đình Chakri.
Không rõ liệu Anouvong đã quyết định nổi dậy trong thời gian ở Bangkok hay ông đã lên kế hoạch từ trước và chỉ chờ một cái cớ. Dù sao đi nữa, ông đã đưa ra những yêu cầu trước khi rời đi. Ông muốn Phật Ngọc (vốn được mang đến Viêng Chăn từ Chiang Mai) được trả lại, em gái của ông (bị bắt làm con tin 45 năm trước) được thả, và các gia đình Lào bị tái định cư ở Saraburi được trở về. Các sử gia Thái Lan viết rằng Anouvong nổi dậy vì một sự xúc phạm cá nhân, bởi mỗi yêu cầu của ông đều bị từ chối và ông được thông báo chỉ có thể trở về với một vũ công trong đoàn tùy tùng. Tuy nhiên, mức độ quyết liệt của cuộc nổi dậy cho thấy động cơ của ông phức tạp hơn nhiều.

## Cuộc nổi dậy
Đến năm 1826, Anouvong bắt đầu chuẩn bị quân sự cho cuộc nổi dậy. Chiến lược của ông bao gồm ba điểm chính: một là ứng phó với cuộc khủng hoảng tức thời do sự bất mãn của dân chúng về chính sách xăm hình cưỡng chế; hai là di dời người Lào ở Cao nguyên Khorat về Vương quốc Viêng Chăn, đồng thời thực hiện chính sách tiêu thổ để làm chậm bước tiến truy đuổi không thể tránh khỏi của Xiêm và và ba là tìm kiếm chiến thắng ngoại giao bằng cách giành sự ủng hộ từ Việt Nam, Trung Quốc hoặc Anh.
Anouvong có thể đã tin rằng cán cân quyền lực ở Đông Nam Á đang nghiêng khỏi Xiêm. Sự chia rẽ trong triều đình Xiêm, sự hiện diện của người Anh ở Miến Điện gần đó, ảnh hưởng ngày càng tăng của Việt Nam ở các tỉnh Campuchia và sự bất mãn trong khu vực Lào cho thấy quyền lực của Xiêm đang suy yếu. Năm 1826, người Anh đến để hoàn tất Hiệp ước Burney giữa Xiêm và Đế quốc Anh, và sự hiện diện của hạm đội Anh có thể khiến Anouvong tin rằng một cuộc xâm lược sắp xảy ra. Tuy nhiên, sai lầm nghiêm trọng nhất của ông là đánh giá thấp sự chênh lệch về sức mạnh quân sự giữa Xiêm và Lào. Từ ít nhất năm 1822, Xiêm đã mua số lượng lớn vũ khí và đạn dược hiện đại từ Anh, vốn có dư thừa quân sự từ các cuộc Chiến tranh Napoleon vừa kết thúc.
Tháng 12 năm 1826, cuộc nổi dậy của Anouvong bắt đầu với đạo quân 10.000 người tiến về Kalasin, theo lộ trình của các quan chức xăm hình Xiêm. Vào tháng 1, Anouvong dẫn một đạo quân lớn hơn tiến về Nakhon Ratchasima và chiếm được thành phố bằng mưu mẹo. Một đội quân của Anouvong được gửi đến Lomsak và Chaiyaphum, trước khi tiến tới Saraburi để đưa các gia đình Lào tại đó về Viêng Chăn. Đạo quân thứ tư do con trai Anouvong, Vua Champasak Nyô, chỉ huy được cử đi chiếm Ubon. Tất cả các đạo quân này di chuyển dưới mạng lưới thông tin sai lệch và công văn giả, cảnh báo về các cuộc tấn công sắp xảy ra vào Xiêm từ các cường quốc láng giềng.
Kế hoạch rút lui của Anouvong bị chậm trễ do dân chúng chiếm các con đường và đèo. Các chỉ huy Lào cũng trì hoãn để truy tìm các quan chức Xiêm chịu trách nhiệm xăm hình, buộc những người bị bắt phải hành quân về phía bắc làm tù nhân. Anouvong đã lãng phí hơn một tháng để tìm kiếm thống đốc Nakhon Ratchasima, người từng là nhân vật chủ chốt trong việc xăm hình và chuyển dân.
Xiêm nhanh chóng tổ chức một cuộc phản công lớn, điều động hai đạo quân, một qua Saraburi để chiếm lại Nakhon Ratchasima, và một qua thung lũng Pasak tiến về Lomsak. Quân của Anouvong rút về Nong Bua Lamphu, pháo đài mạnh nhất trên Cao nguyên Khorat và theo truyền thống do thái tử Viêng Chăn nắm giữ. Sau trận chiến kéo dài ba ngày, Nong Bua Lamphu cuối cùng thất thủ và quân của Anouvong rút về tuyến phòng thủ thứ hai. Sức mạnh và vũ khí hiện đại của Xiêm vượt xa những gì Anouvong tưởng tượng và quân đội của ông tiếp tục lui về Viêng Chăn. Họ phòng thủ thành phố trong năm ngày, trong khi Anouvong bỏ trốn về phía biên giới Việt Nam.
Tướng Xiêm Phraya Ratchasuphawadi, sau này được phong làm Chao Phraya Bodindecha, cuối cùng chiếm được thủ đô của Anouvong. Ông cướp phá các cung điện và san bằng hệ thống phòng thủ của thành phố, nhưng để lại các tu viện và phần lớn thành phố còn nguyên vẹn. Sau khi Vientiane bị cướp phá, các lãnh chúa của Chiang Mai, Lampang, Lamphun, Nan, Phrae và Vương quốc Luang Phrabang đều tái cam kết trung thành với Xiêm, mặc dù Phraya Bodindecha ghi nhận rằng họ đã “chờ đợi để xem diễn biến sự kiện, và hành động của họ phụ thuộc nhiều vào kết quả của cuộc chiến.”
Bodindecha dành vài tháng để tổ chức việc di dời những người còn lại quanh Viêng Chăn và tịch thu toàn bộ vũ khí, đạn dược. Sau đó, ông để lại một đơn vị đồn trú nhỏ bên kia sông đối diện thành phố trống rỗng và trở về Cao nguyên Khorat.
Anouvong cuối cùng trở lại với khoảng 1.000 binh sĩ và 100 viện binh Đại Nam. Lực lượng nhỏ này chỉ nhằm đàm phán một thỏa thuận với Xiêm. Tuy nhiên, ông biết được rằng một bảo tháp chín ngọn đã được dựng lên làm đài chiến thắng tại Wat Thung Sawang Chaiyaphum (วัดทุ่งสว่างชัยภูมิ) ở Yasothon. Điều này khiến ông tức giận, và ông vượt sông Mekong tấn công 300 lính Thái, giết chết tất cả trừ khoảng 40 người. Rama III, lúc này vô cùng tức giận, ra lệnh cho Chao Phraya Bodindecha trở lại và phá hủy hoàn toàn Vientiane, đồng thời bắt Anouvong bằng mọi giá.
Chao Phraya Bodindecha truy đuổi Anouvong đến Xieng Khouang, nơi theo một số ghi chép, ông bị Chao Noy phản bội và giao nộp cho Xiêm. Anouvong và gia đình bị canh gác nghiêm ngặt và bị đưa về Bangkok. Một nhà quan sát người Anh nhớ lại:
[Vị vua] bị giam trong một lồng sắt lớn, phơi dưới ánh nắng cháy bỏng, và bị buộc phải tuyên bố với mọi người rằng Vua Xiêm vĩ đại và nhân từ, rằng chính ông đã phạm một sai lầm lớn và xứng đáng chịu hình phạt hiện tại. Trong lồng này, cùng với tù nhân, có một cối lớn để giã ông, một nồi lớn để luộc ông, một móc để treo ông, và một thanh kiếm để chém đầu ông; cùng với đó là một cọc nhọn để ông ngồi lên. Đôi khi con cái ông cũng bị nhốt cùng. Ông là một người đàn ông lớn tuổi, tóc bạc, dáng vẻ ôn hòa, đáng kính, và không sống lâu để thỏa mãn những kẻ hành hạ ông, cái chết đã chấm dứt đau khổ của ông. Thi thể ông bị mang đi và treo bằng xích trên bờ sông, cách Bangkok khoảng hai hoặc ba dặm.

Theo Đại Nam thực lục:
Đinh hợi, năm Minh Mệnh thứ 8 [1827],Nước Vạn Tượng cùng nước Xiêm động binh đánh nhau. Trước là Quốc trưởng Vạn Tượng là A Nỗ gả con gái cho vua nước Xiêm đẻ con là Sâm Ma Yết. Vua Xiêm lại lấy người trong nước, đẻ con là Thôn ỷ Phá. ỷ Phá đã lớn, mưu cướp ngôi trưởng, giết Sâm Ma Yết đi. Vua Xiêm không ngăn cấm. A Nỗ lấy cớ ấy oán vua Xiêm, đem quân đánh lấy thành Cổ Lạc, giết binh Xiêm hơn 500 người. Vua Xiêm giận, sai Xá Chiêu Oan Na (tên vua thứ hai nước Xiêm) đem tướng sĩ vài vạn đi đánh Vạn Tượng. Tổng trấn Gia Định Lê Văn Duyệt trước được tin báo ngoài biên, đem việc tâu lên. Vua thấy thượng đạo Cam Lộ thông với nước Xiêm, sai Quản đạo Tống Văn Uyển đến ngay chỗ biên giới dò hỏi việc ấy, dặn sau có việc biên khẩn cấp cần báo ngay thì cho được làm tờ tâu đệ thẳng. 

## Hậu quả
Thành phố Viêng Chăn bị phá hủy hoàn toàn và toàn bộ dân chúng bị di dời. Sự tàn phá triệt để đến mức hơn 30 năm sau, các nhà thám hiểm Pháp đầu tiên chỉ tìm thấy những tàn tích trong một khu rừng, nơi từng là thành phố. Các vương quốc Lào còn lại là Champasak và Luang Phrabang bị đặt dưới sự kiểm soát chặt chẽ hơn và bị hạn chế về vũ khí, trong khi cao nguyên Khorat chính thức bị Xiêm sáp nhập. Các đối thủ khu vực là Xiêm và Đại Nam ngày càng xung đột trong việc kiểm soát thương mại nội địa và lãnh thổ Lào, dẫn đến các cuộc chiến Xiêm-Việt vào những năm 1830. Đại Nam sáp nhập Bồn Man và các băng nhóm cướp Trung Quốc sau cuộc nổi dậy Thái Bình Thiên Quốc đã tiến xuống sông Mekong, gây ra các cuộc chiến được gọi là Chiến tranh Haw vào những năm 1860. Các nhà thám hiểm Pháp đầu tiên đi thuyền trên sông Mekong đã lợi dụng khoảng trống quyền lực này như một cái cớ thuận tiện để thiết lập thuộc địa Đông Dương thuộc Pháp.

## Di sản
Di sản quan trọng nhất của cuộc nổi dậy của Anouvong là tác động của các cuộc chuyển dân cưỡng chế trên khắp khu vực. Do hậu quả của các cuộc chiến tranh và chuyển dân trong thế kỷ 18 và 19, hiện nay có hơn 19 triệu người Lào sinh sống ở vùng Isan của Thái Lan, trong khi chỉ có chưa đến 6 triệu người sống ở quốc gia Lào độc lập.
Trong thời kỳ thuộc địa Pháp, Viêng Chăn được xây dựng lại làm thủ đô Lào trong một nỗ lực có chủ ý để lấy lòng dân chúng và thể hiện quyền lực của Pháp.
Nhiều tài liệu về xung đột Xiêm-Lào đã được các nhà sử học và giới chức viết, nhiều tài liệu mâu thuẫn trực tiếp với nhau. Đặc biệt, các câu chuyện về các nữ anh hùng Xiêm như Thao Suranari (hay “Bà Mo”) và Khunying Bunleu đã được phổ biến và có thể đã được phóng đại. Trong những năm 1930, Thống chế Phibun đã quảng bá các truyền thuyết Xiêm như một phần của chiến dịch chính trị và quân sự nhằm thống nhất tất cả các dân tộc Thái.
Chính phủ Xiêm cũng đặt tên các trường học và một bảo tàng theo tên vị tướng chiến thắng. Tuy nhiên, các phong trào dân tộc chủ nghĩa Lào hiện đại đã biến Anouvong thành một anh hùng, mặc dù cuộc nổi dậy của ông đã dẫn đến sự sụp đổ của vương quốc Lan Xang, sự phá hủy của Viêng Chăn và sự phân chia vĩnh viễn của người Lào giữa quốc gia Lào và các tỉnh ở đông bắc Thái Lan. Dù vậy, cuộc nổi dậy của ông được coi là thời điểm mà bản sắc và dân tộc Lào được củng cố. Ông được ghi nhận là người đặt nền móng cho sự tồn tại của quốc gia Lào hiện đại, vốn có thể đã bị sáp nhập hoàn toàn vào Thái Lan, như vương quốc láng giềng Lanna.

## Tưởng niệm

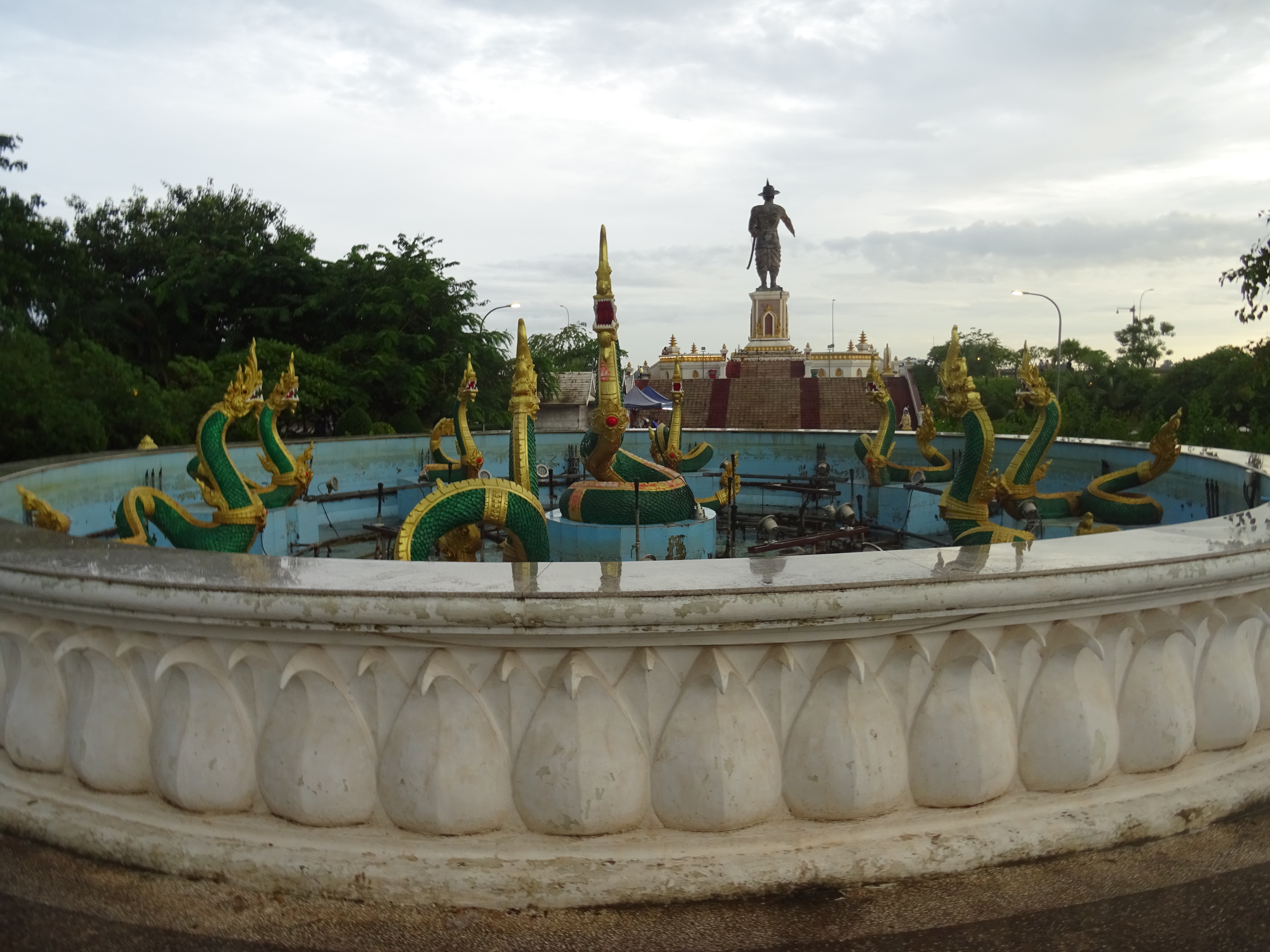
Công viên Chao Anouvong ở Viêng Chăn

Anouvong đã ra lệnh xây dựng chùa Wat Si Saket ở Viêng Chăn và tên tuổi của ông sẽ mãi gắn liền với ngôi chùa này. Một chiếc bành voi mà ông từng sở hữu và sử dụng hiện được trưng bày tại Bảo tàng Quốc gia Lào ở Viêng Chăn.
Năm 2010, nhân dịp kỷ niệm 450 năm thành lập Viêng Chăn, chính phủ Lào đã xây dựng Công viên Chao Anouvong, hoàn chỉnh với một bức tượng đồng lớn của vị vua được kính trọng tại địa phương.

## Hậu duệ
Ông có 27 con trai và bảy con gái.
Vương tử
1. Vương tử Sudhisara Suriya (Sonthesan Sua hoặc Poh)
2. Vương tử Nagaya (Ngaow)
3. Vương tử Yuva (Rajabud Yoh), phó vương Champasak
4. Vương tử Deva (Teh)
5. Vương tử Barna (Banh)
6. Vương tử Duang Chandra (Duang Chanh)
7. Vương tử Kiminhiya (Khi Menh), phó vương Viêng Chăn
8. Vương tử Kamabinga (Kham Pheng)
9. Vương tử Oanaya (Pane)
10. Vương tử Suvarna Chakra (Suvannachak)
11. Vương tử Jayasara (Sayasane)
12. Vương tử Suriya (Suea)
13. Vương tử Maen
14. Vương tử Jangaya (Chang)
15. Vương tử Ungagama (Ung Kham)
16. Vương tử Khatiyara (Khattignah)
17. Vương tử Buddhasada (Phuthasath)
18. Vương tử Tissabunga (Disaphong)
19. Vương tử Dhanandra (Theman)
20. Vương tử Hien Noi
21. Vương tử Ong-La
22. Vương tử Phui
23. Vương tử Chang
24. Vương tử Khi
25. Vương tử Anura (Nu)
26. Vương tử Thuan
27. Vương tử Di

Vương nữ
1. Vương nữ Nujini (Nu Chin)
2. Vương nữ Sri
3. Vương nữ Chandrajumini (Chantarachome)
4. Vương nữ Gamavani (Kham Vanh)
5. Vương nữ Jangami (Siang Kham)
6. Vương nữ Gamabangi (Kham Pheng)
7. Vương nữ Buyi (Nang Nu)